# Monumento a San Francisco de Asís (Pamplona)
El Monumento a San Francisco de Asís es un conjunto escultórico obra del artista Ramón Arcaya que está situado en la ciudad de Pamplona (Navarra). De la obra original diseñada por Arcaya y por Alzugaray apenas queda la figura del santo y el perro que le acompaña.

## Ubicación

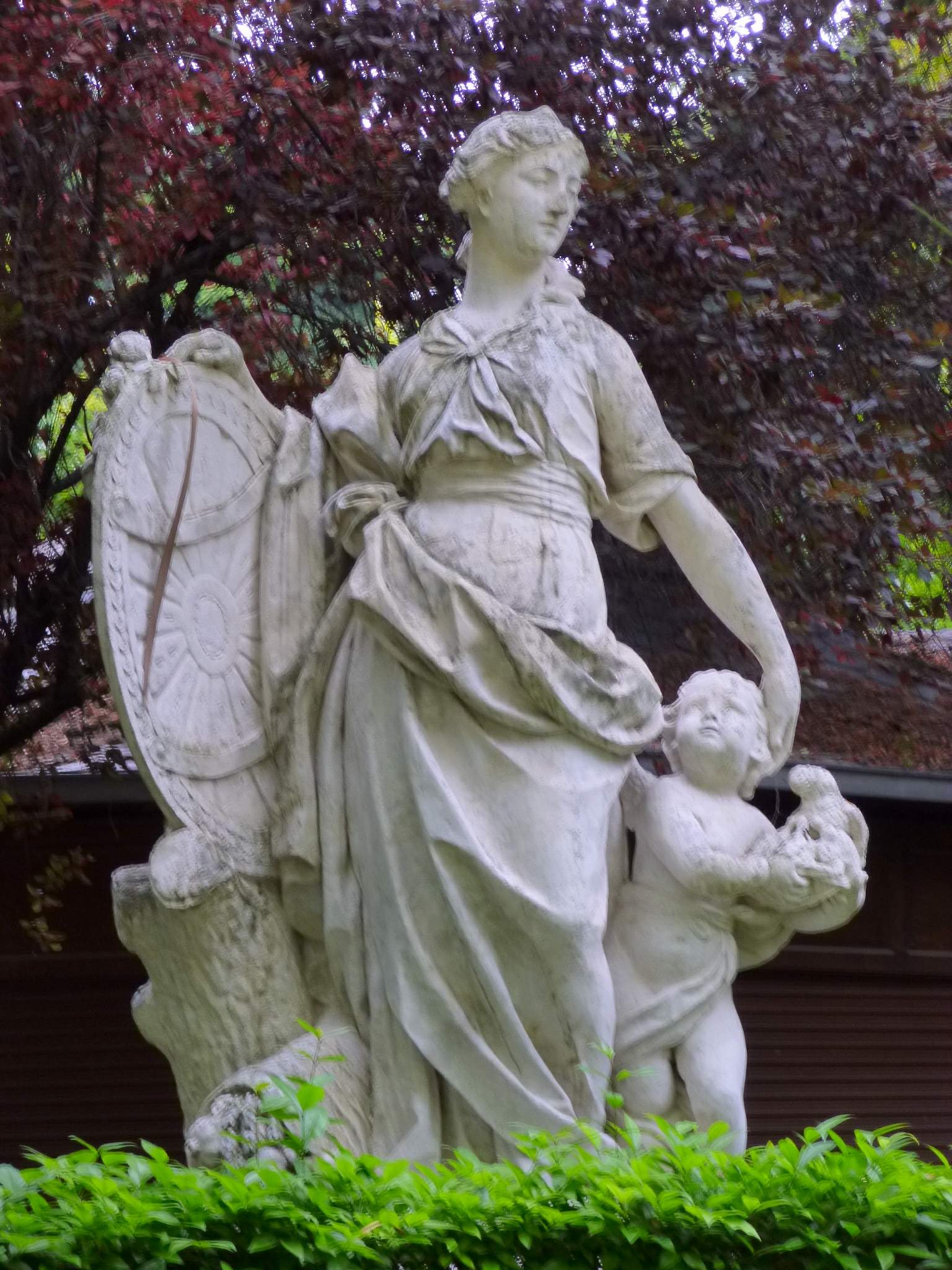
Mari Blanca, Alegoría de la Abundancia o Beneficencia en los Jardines de la Taconera.

Se encuentra en el Casco Antiguo de Pamplona, en la plaza de San Francisco, frente a la escuela pública de San Francisco. Es un monumento dedicado a San Francisco de Asís. Ocupa el espacio dejado por la escultura alegórica de la Abundancia (o la Mari Blanca) trasladados a los Jardines de la Taconera. La ubicación actual dentro de la plaza, en un lateral, se trasladó de la parte central a la lateral con la construcción en 1993 del aparcamiento subterráneo.

## Monumento
En 1926, tres frailes franciscanos, con ocasión del VII Centenario de su fallecimiento, solicitaron que fuera erigido un monumento en esta plaza en honor a San Francisco de Asís. La solicitud fue aceptada por el Ayuntamiento y realizada por el escultor navarro Ramón Arcaya. 
El motivo que representa entronca con la tradición pamplonesa que recoge la presencia del santo en Pamplona, en 1213, y de cómo intervino en la pacificación de los conflictos entre el Burgo de San Cernín y la Población de San Nicolás. 
Elaborada en bronce, la monumental estatua tiene una altura de 220 cm. y consta de sendas figuras del santo y de un lobo. El monumento incluye también unos escudos, una lápida y unas guirnaldas, todo ello también en bronce. 
Se inauguró el 25 de septiembre de 1927 y el acto contó con la presencia de Miguel Primo de Rivera, por aquel entonces presidente del Gobierno de España.

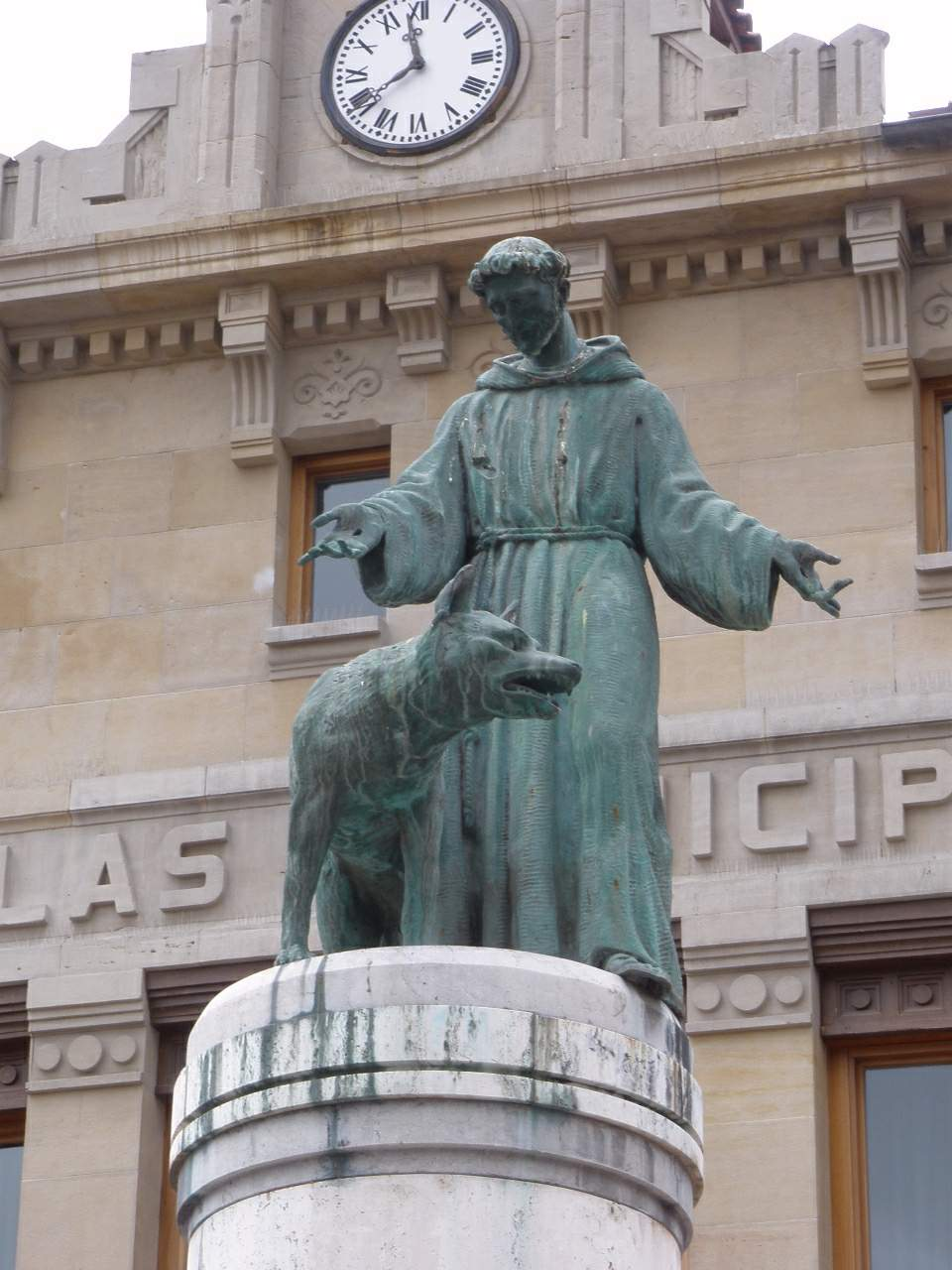
La imagen del santo y el lobo.
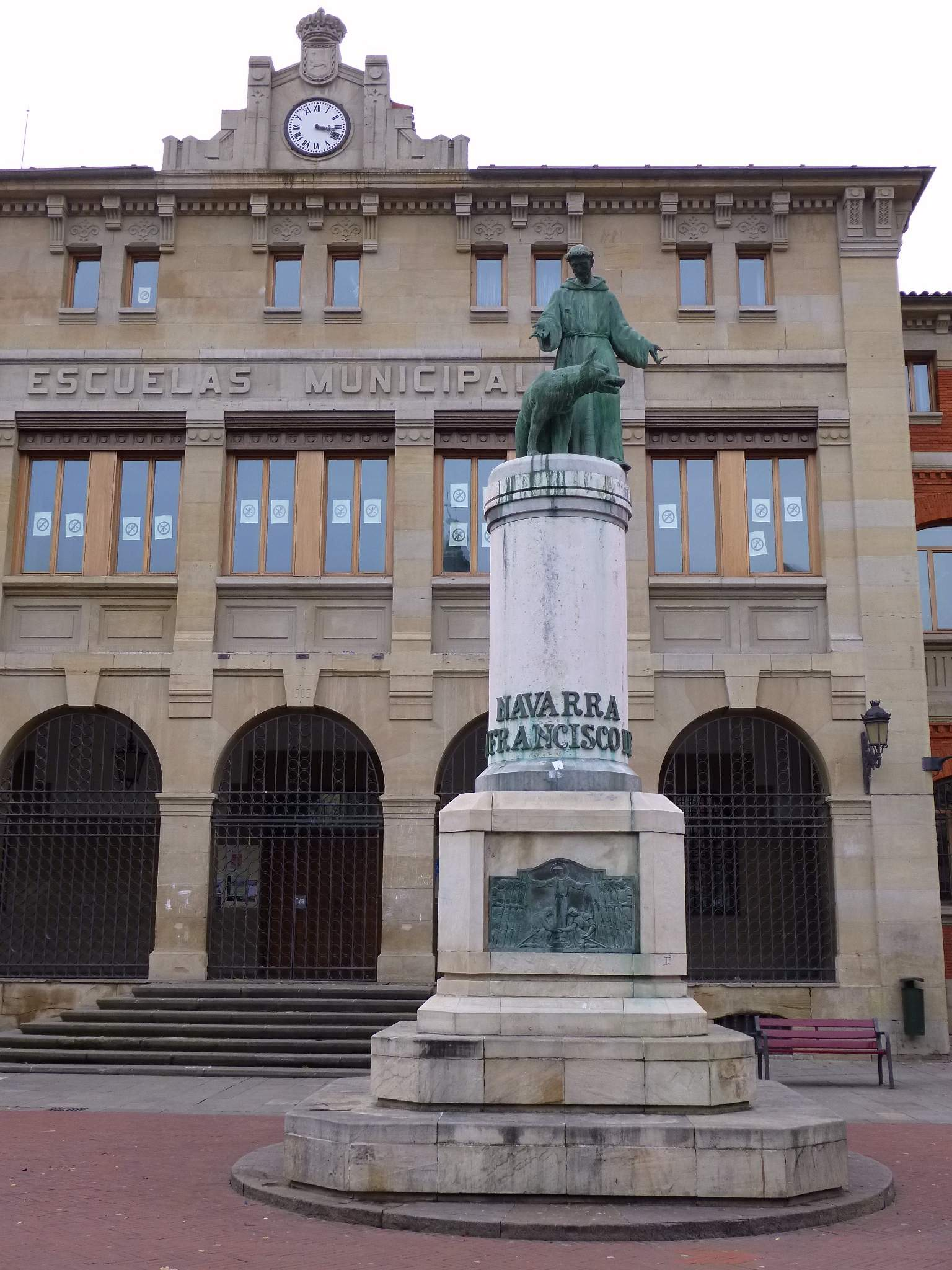
El monumento y la Escuela Pública de San Francisco al fondo.